# Lesbo (película)
Lesbo es una película de 1969 dirigida por Edoardo Mulargia.

## Argumento
Lila, la esposa de Nick Garrett, un famoso escritor, decide irse de vacaciones a Grecia mientras Nick se encuentra de viaje de negocios, más específicamente a Lesbos. Su belleza llama la atención de muchos, pero en particular la de Giorgio Dallas, un Don Juan en busca de aventuras, y la de Celestine, una periodista de moda. La llegada de Nick, muy fiel, pero aquejado de un estado de impotencia que ningún médico puede curar, obstaculiza los intentos de seducción de los dos esposos. Nick teme a Celestine sobre todo, porque ve a su esposa extrañamente atraída por ella y teme que ella ceda a sus halagos. Por tanto, prefiere pagarle a Giorgio para que seduzca a su esposa. Giorgio lo consigue tras emborrachar a la mujer. Al enterarse de la verdad por el propio Giorgio, Lila reprocha a su marido el acto cometido, decidida a volver con su amante. Nick, sin embargo, encuentra la fuerza para alejar a Giorgio y convencer a su esposa de que se quede con él.

## Reparto
- Giuseppe Cardillo: Nick Garnett (como Steven Tedd).
- Carla Romanelli: Lila Garnett.
- Peter Howells: George Dallas.
- Gizela Dali: Celestine.
- Käthe Haack